# Пашкоал, Клаудия
Клаудия Пашкоал (порт. Cláudia Pascoal; 12 октября 1994, Гондомар, Португалия) — португальская певица. Представительница Португалии на конкурсе «Евровидение 2018» с песней «O jardim».

## Биография
В 2010 году приняла участие в португальском музыкальном шоу «Ídolos», а 2013 году — в «X Factor». В 2014 году заняла третье место в отборе для ведущего ток-шоу «Curto Circuito». В 2015 году во второй раз приняла участие в «Ídolos».
В 2017 году стала финалисткой пятого сезона «Голоса страны» Португалии.
В 2018 году победила в португальском отборе на Евровидение.